# Corvo (araldica)
In araldica il corvo simboleggia l'oratoria, l'augurio, l'ingegno acuto e la cautela. Quando è nero in campo d'oro denota un acquisto fortunato d'onori e di cospicue grandezze, a cagione di gran merito, in ricordo dei meriti riconosciuti a Marco Valerio Corvo per la vittoria nella battaglia contro i Galli nel 349 a.C. 
La raffigurazione araldica del corvo è molto simile a quella del merlo, ma il primo ha il becco di nero e il secondo, generalmente, d'oro. Nonostante questo, esiste anche la raffigurazione corvo nero con becco e zampe rosse: d'oro, al corvo di nero, beccato e membrato di rosso. Questo perché si possono raffigurare differenti specie della stessa famiglia dei corvidi a seconda di come si presentavano gli animali sul luogo di chi assumeva uno stemma: il corvo imperiale (Corvus corax, Linnaeus, 1758) ha il becco nero e dimensioni maggiori rispetto a tutte le altre specie della famiglia; il corvo delle alpi o gracchio (Pyrrhocorax graculus, Linnaeus, 1766) ha invece il becco giallo o rosso e le zampe rosse.
Esiste anche il caso del corvo rappresentato come un uccello acquatico: d'oro, all'uccello acquatico di nero, membrato di rosso. Rappresenta probabilmente un Corvus Marinus (in italiano corvo marino) oppure un Cygnus atratus che divenne noto al mondo occidentale solo dopo il 1697, anno della scoperta nel continente australiano da parte dell'esploratore olandese Willem de Vlamingh. Nell'inventario di Luigi Mallé (1965) su Palazzo Madama a Torino è stato classificato come pellicano, anche se l'uccello in questione non ha il becco munito di sacca dilatabile; visto il cognome della famiglia Corvo è facile che si tratti di un cormorano chiamato dai latini proprio corvus marinus.

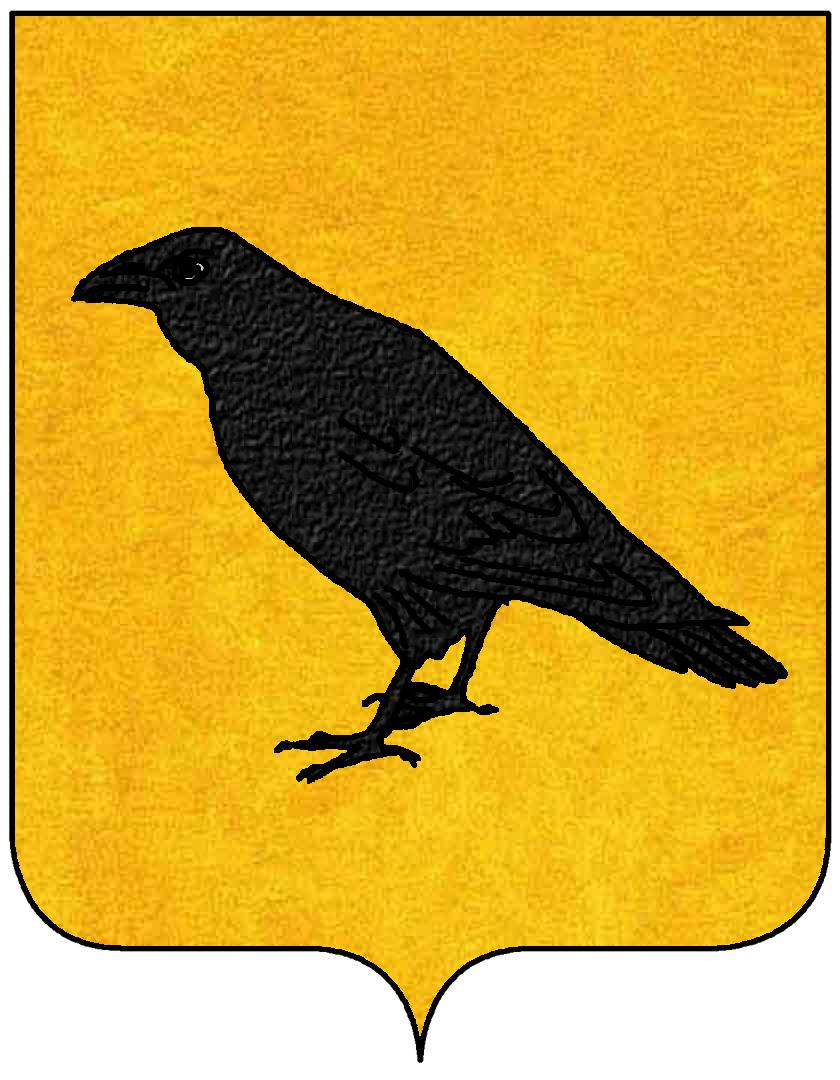
Corvo nero in campo d'oro (D'Isernia e Corvo)
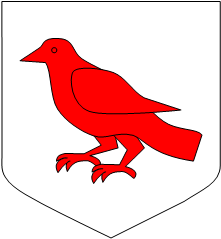
D'argento, al corvo di rosso (Corvini, Roma)
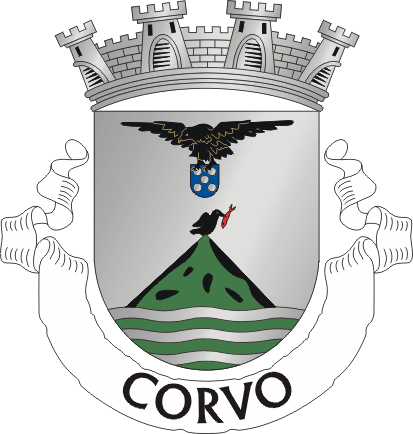
Corvo (stemma di Corvo, Portogallo)
D'oro, a tre corvi di nero (Hœnheim, Francia)
Quattro corvi (Abrantes, Portogallo)
Tre teste di corvo di nero, strappate di rosso (Arnouville, Francia)
Inquartato: nel 1° d'oro, al corvo di nero, illuminato e imbeccato d'argento; nel 2° d'azzurro, alla quercia sradicata d'oro; nel 3° d'azzurro, al covone di grano d'oro; nel 4° d'oro, a due fasce di rosso (Corbreuse, Francia)
Partito: nel 1° d'oro, al ramo di rosa di verde con quattro rose di rosso; nel 2° d'oro, a tre corvi di nero posti l'uno sull'altro (Rotglà i Corberà, Spagna)
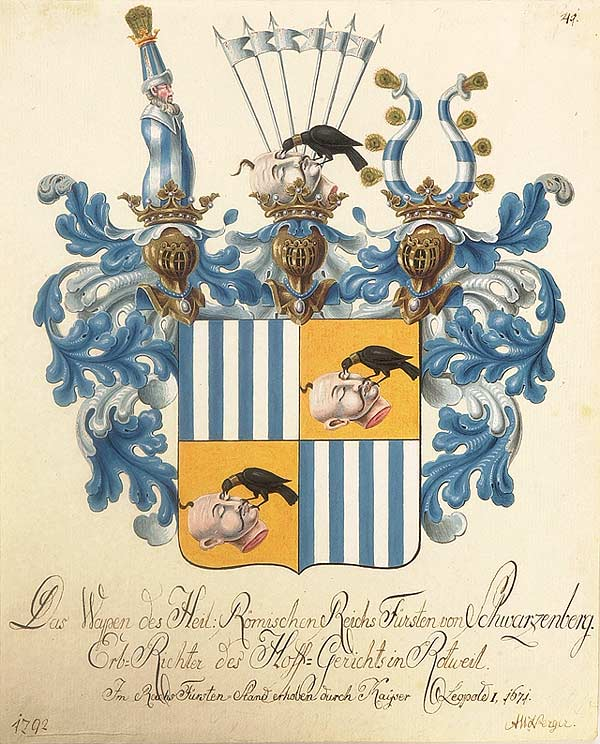
Stemma dei conti di Schwarzenberg, 1792. Lo scudo è inquartato con un corvo nero che strappa un occhio a un nemico in campo d'oro nel 2º e nel 3º quarto, concessione imperiale fatta per la vittoria sui Turchi a Győr in Ungheria. Va osservato che il corvo rappresentato indossa una sorta di collare. Il corvo è rappresentato con becco e zampe nere, a differenza di altre illustrazioni degli stemmi della medesima famiglia.
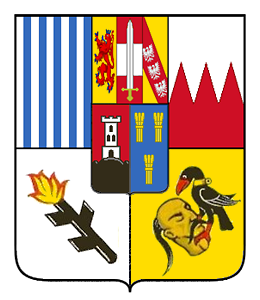
Stemma del ramo dell'Aquila della famiglia Schwarzenberg fino al 1918. Il corvo è rappresentato con becco e zampe rosse, forse per un errore o una noncuranza dell'illustratore.
Stemma della famiglia Schwarzenberg. Il corvo è rappresentato con becco e zampe nere, forse per un errore o noncuranza dell'illustratore.
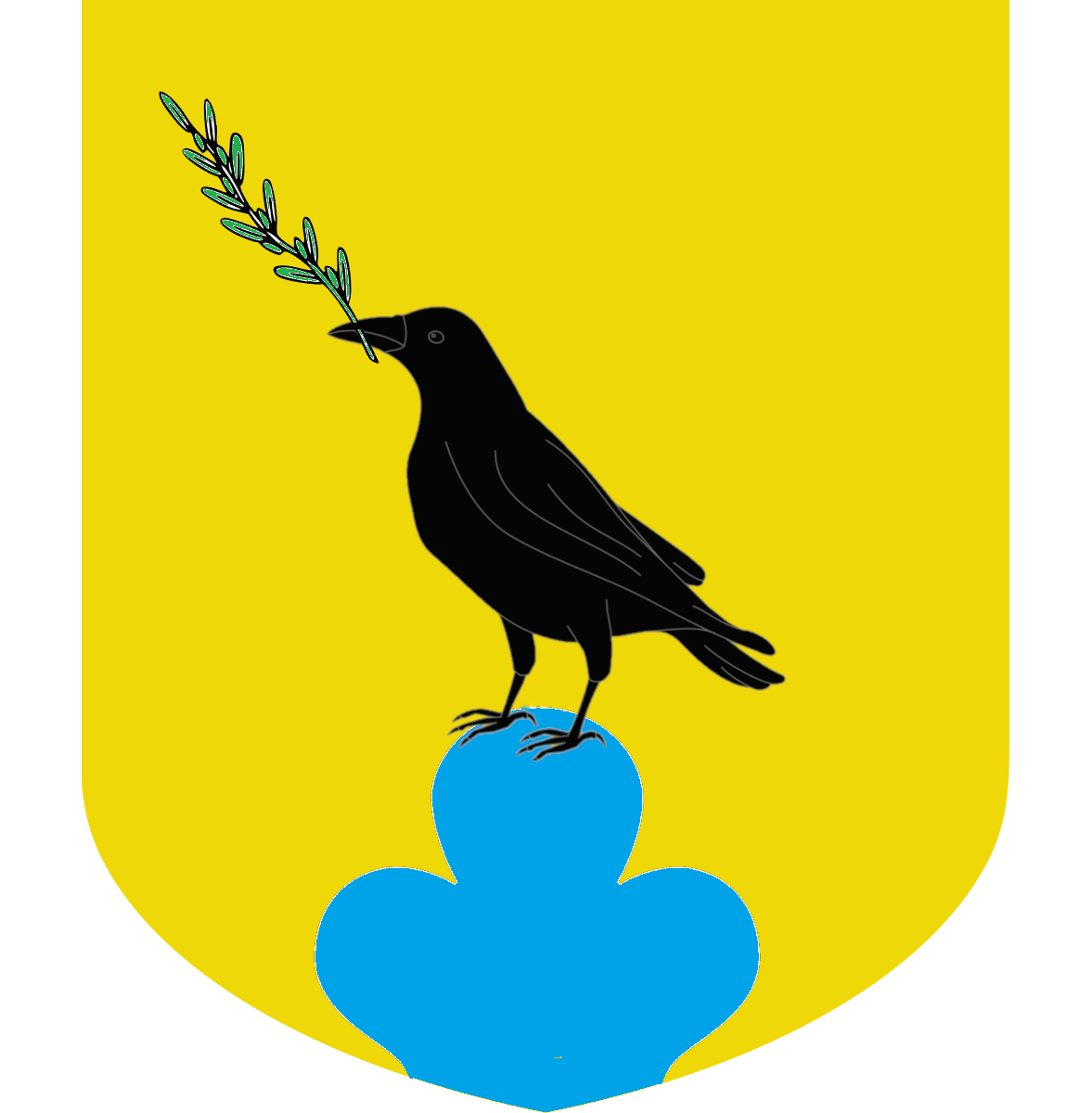
D'oro, al corvo di nero, tenente nel becco un ramo di ulivo di verde e posato sopra un monticello d'azzurro (famiglia Corvino di Venezia)
Troncato: nel 1° semitroncato scaccato di oro e d'azzurro, alla bordura di rosso; nel 2° d'oro, al merlo di nero (comune di Braine, Francia)
Inquartato d'oro, al leone di rosso, e d'argento, al corvo di nero, imbeccato e membrato di rosso (Fourcès, Francia)[14]